# Guaimaca
Guaimaca est une municipalité du Honduras, située dans le département de Francisco Morazán. Elle est fondée en 1873. La municipalité de Guaimaca comprend 13 villages et 135 hameaux.

## Source de la traduction
- (en) Cet article est partiellement ou en totalité issu de l’article de Wikipédia en anglais intitulé « Guaimaca » (voir la liste des auteurs).